# Marquesado de San Esteban de Natahoyo
El marquesado de San Esteban de Natahoyo, con el vizcondado previo de «la Peña de Francia», es un título nobiliario español concedido el 20 de marzo de 1708 por el rey Felipe V, a favor de Carlos Miguel Ramírez de Jove y Vigil, caballero de la Orden de Calatrava. El título fue creado en memoria de los méritos del tío paterno del primer titular, el mariscal de campo y comisario general de la caballería de Milán, Francisco Ramírez de Jove y Valdés, que falleció en Milán en 1706 defendiendo el castillo de Tortona del que era gobernador.

## Marqueses de San Esteban de Natahoyo
|                       | Titular                                                | Periodo               |
| Creación por Felipe V | Creación por Felipe V                                  | Creación por Felipe V |
| --------------------- | ------------------------------------------------------ | --------------------- |
| I                     | Carlos Miguel Ramírez de Jove y Vigil                  | 1708-1749             |
| II                    | Alonso Antonio Ramírez de Jove Fernández de Miranda    | 1749-1784             |
| III                   | Manuel María Ramírez de Jove y Álvarez de las Asturias | 1784-1798             |
| IV                    | María del Rosario Valdés y Ramírez de Jove             | 1798-1850             |
| V                     | Álvaro de Armada y Valdés                              | 1851-1889             |
| VI                    | Álvaro de Armada y Fernández de Córdoba                | 1890-1907             |
| VII                   | Álvaro de Armada y de los Ríos                         | 1908-1923             |
| VIII                  | Álvaro María del Milagro de Armada y Ulloa             | 1924-2014             |
| IX                    | Álvaro Yosemite Argüelles y Armada                     | 2016-actualidad       |

## Historia de los marqueses de San Esteban de Natahoyo

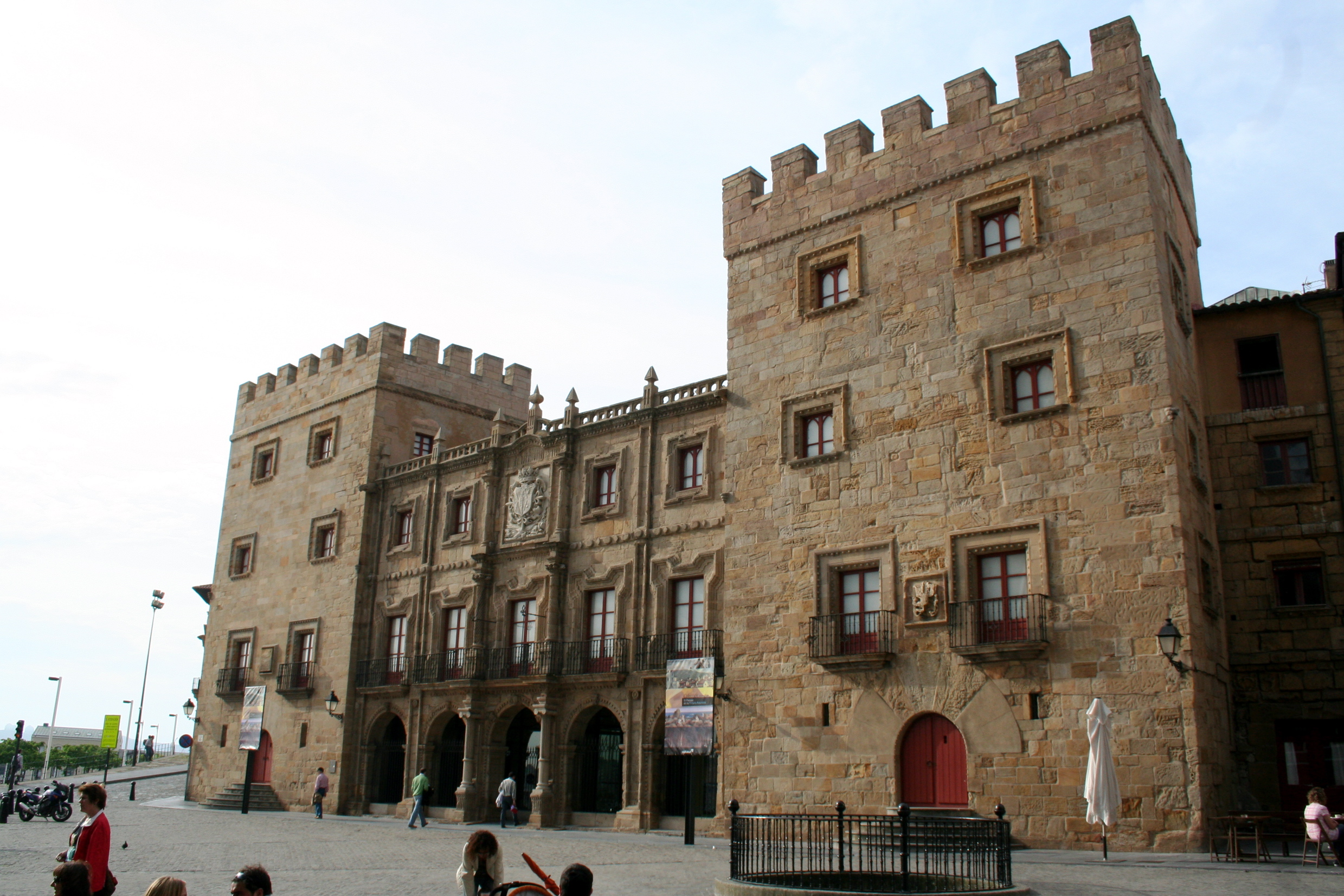
Vista general de la fachada principal del palacio de los marqueses de San Esteban de Natahoyo, condes de Revilla Gigedo (Gijón)

- Carlos Miguel Ramírez de Jove y Vigil, (20 de febrero de 1673-Gijón, 20 de febrero de 1749), I marqués de San Esteban de Natahoyo.[2] Era hijo de Alonso Ramírez de Jove y Valdés (Gijón, 3 de febrero de 1636-México, ca. 1680), caballero de la Orden de Alcántara, sargento mayor. señor del Coto de Natahoyo, y de Catalina Vigil de Quiñones y de la Concha. Fue caballero de la Orden de Calatrava y regidor de Oviedo y de Gijón.[4]

Casó con Francisca Fernández de Miranda y Ponce de León y Trelles (baut. 8 de marzo de 1667-Gijón 20 de febrero de 1749), hija de Lope Fernández de Miranda Ponce de León y Pardo II marqués de Valdecarzana y de su esposa Josefa de Trelles Simó y Carrillo de Albornoz, II marquesa de Torralba y III marquesa de Bonanaro. Una hija de este matrimonio, Francisca Apolinaria, fue la madre de Gaspar Melchor de Jovellanos. En 23 de septiembre de 1749 le sucedió su hijo;
- Alonso Antonio Ramírez de Jove Fernández de Miranda (27 de abril de 1696-1784), II marqués de San Esteban de Natahoyo,[2] regidor de Oviedo y Gijón y procurador general del Principado.[7]

Casó en primeras nupcias con Eulalia Jacinta de Jovellanos Carreño y en segundas en 1714 con María Josefa Miranda. De este último matrimonio nació Carlos Manuel Ramírez de Jove (n. Gijón, 14 de enero de 1723), que premurió a su padre. Había casado con Antonia Álvarez de las Asturias Solís y Fernández de Grado, hija de Benito Álvarez de las Asturias Solís y Clara Fernández de Grado.  El hijo de estos, es decir, su nieto, sucedió al II marqués el 12 de mayo de 1784:
- Manuel María Ramírez de Jove Álvarez de las Asturias (Gijón, 8 de agosto de 1748-1798), III marqués de San Esteban de Natahoyo.[2]

Casó con Nicolasa María González de Cienfuegos y Velarde, hija de Baltasar González de Cienfuegos Caso, IV conde de Marcel de Peñalba, y de su segunda esposa, Josefa Velarde Queipo. Estos fueron los padres de María del Carmen Ramírez de Jove y González de Cienfuegos (n. Gijón, 1772) que falleció antes que su padre y casó con Álvaro José Valdés Inclán, IX conde de Canalejas, adelantado mayor de la Florida. El 26 de noviembre de 1798 le sucedió la hija de estos últimos, nieta del III marqués de San Esteban de Natahoyo:
- María del Rosario Valdés y Ramírez de Jove (5 de octubre de 1794-Santiago de Compostela, 25 de noviembre de 1850), IV marquesa de San Esteban de Natahoyo,[2] X condesa de Canalejas, adelantada mayor de la Florida, dama de la Orden de María Luisa.[8]

Casó en Oviedo el 16 de julio de 1816 con Juan Antonio de Armada y Guerra, VI marqués de Santa Cruz de Rivadulla. En 28 de septiembre de 1851 le sucedió su hijo:
- Álvaro de Armada y Valdés (Oviedo, 11 de mayo de 1817-Gijón, 23 de junio de 1889), V marqués de San Esteban de Natahoyo,[2] VII marqués de Santa Cruz de Rivadulla, XVI adelantado mayor de la Florida,  coronel de Infantería, regidor de Oviedo, gobernador civil de Madrid, varias veces diputado y senador del Reino,[9] caballero de la Montesa y de Carlos III.[8]

Contrajo matrimonio en Madrid el 16 de julio de 1838 con María Manuela de la Paciencia Fernández de Córdoba y de Güemes (1822-18 de abril de 1871), V condesa de Revilla Gigedo, V  marquesa de Canillejas, III condesa de Güemes, grande de España, dama de la reina y de la Banda de María Luisa. Era hija de José María Fernández de Córdoba y Cascajares, marqués de Canillejas, y de Carlota de Güemes, condesa de Revilla Gigedo. En 17 de febrero de 1890 le sucedió su hijo:
- Álvaro de Armada y Fernández de Córdoba (Gijón, 8 de febrero de 1843-22 de septiembre de 1907), VI marqués de San Esteban de Natahoyo,[2] VI conde de Revilla Gigedo,[10] VIII marqués de Santa Cruz de Rivadulla, IV conde de Güemes, grande de España y XVII adelantado mayor de la Florida.[11]

Casó el 20 de mayo de 1872 con María del Carmen Rafaela de los Ríos Enríquez y Miranda (m. 26 de diciembre de 1931), hija de Ramón de los Ríos Valdés y María Josefa Miranda de Grado Valdés. En 30 de mayo de 1908 le sucedió su hijo:

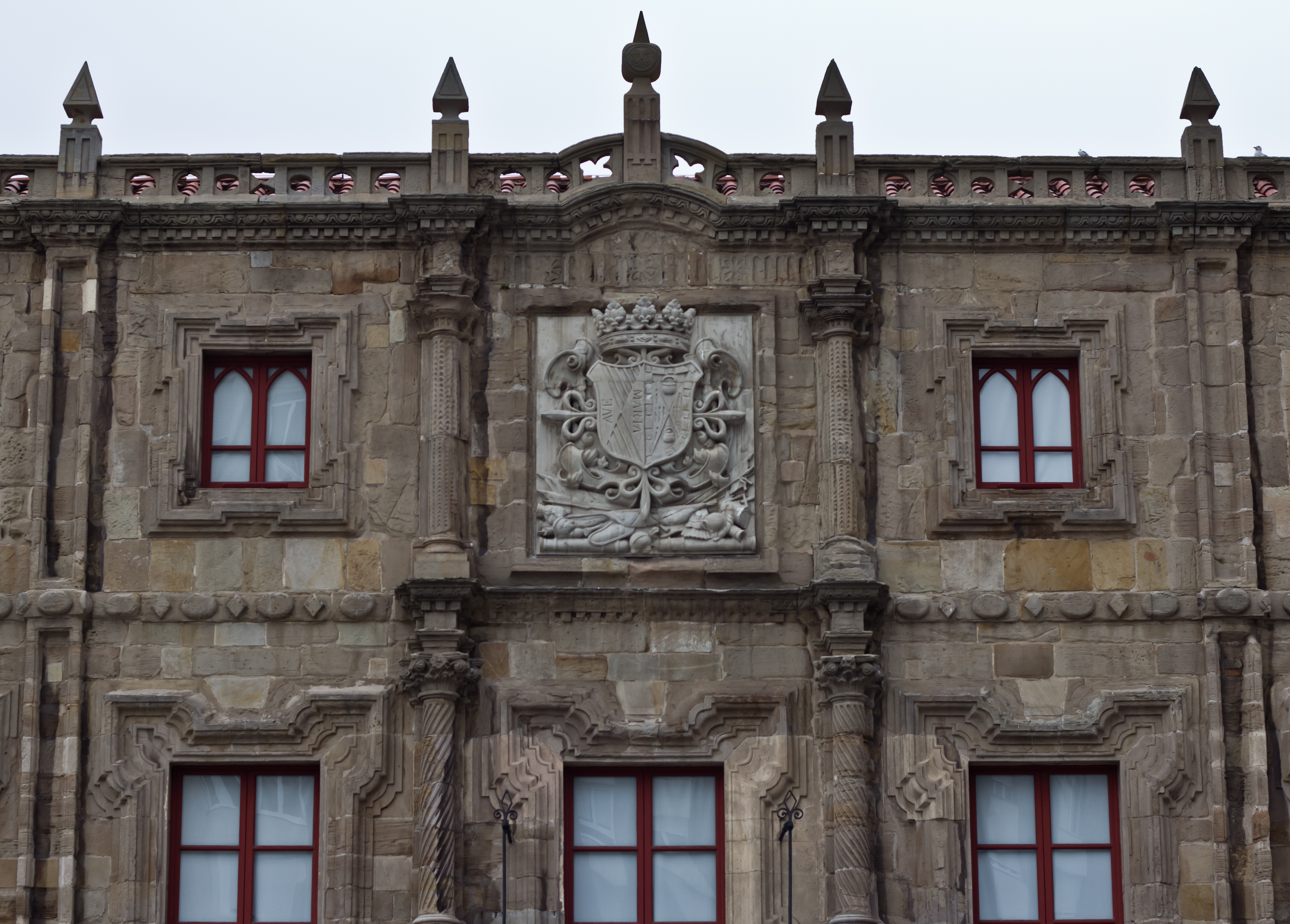
Detalle de la fachada, del Palacio de los marqueses de San Esteban de Natahoyo. Con el escudo de armas en el centro

- Álvaro de Armada y de los Ríos Enríquez (Madrid, 9 de febrero de 1886-25 de noviembre de 1923), VII marqués de San Esteban de Natahoyo,[2] VII conde de Revilla Gigedo,[10] V conde de Güemes, grande de España y XVIII adelantado mayor de la Florida.[11]

Contrajo matrimonio  el 15 de octubre de 1912 con María de la Concepción de Ulloa y Fernández Durán, hija de Gonzalo María Ulloa y Calderón, marqués de Castro Serna y conde de Adanero, y de Josefa Fernández Durán y Caballero. En 24 de junio de 1924 Le sucedió su hijo:
- Álvaro María del Milagro de Armada y Ulloa (Madrid, 22 de diciembre de 1920-ibid., 9 de enero de 2014),[12] VIII marqués de San Esteban de Natahoyo,[2] VIII conde de Revilla Gigedo, VI conde de Güemes, grande de España, XIX adelantado mayor de la Florida y coronel de artillería.[13][14][12]

Casó en Fuenterrabía el 1 de julio de 1950 con Carmen Barcáiztegui y Uhagón (m. Madrid, 25 de noviembre de 1923-Quinta Peña de Francia, 5 de agosto de 1918), hija de José Javier de Barcáiztegui, III marqués de Tabalosos, IV conde del Llobregat. Nacieron seis hijos de este matrimonio: María del Carmen, Rafaela, Álvaro, Micaela, Teresa y Casilda de Armada y Barcáiztegui, de los cuales:
* María del Carmen de Armada y Barcáiztegui (n. 18 de abril de 1951), casada el 26 de junio de 1975 con Pedro de Argüelles Salaverría.
* Álvaro María del Milagro de Armada y Barcáiztegui (n. Madrid, 31 de octubre de 1953), VII conde de Güemes desde el 7 de diciembre de 1976, IX conde de Revilla Gigedo y XX adelantado mayor de la Florida. Contrajo matrimonio el 9 de enero de 1981 con Hilda Pía Falcó y Medina, VIII condesa de Villanueva de las Achas.
Al VIII marqués le sucedió su nieto, hijo de su hija primogénita, María del Carmen:
- Álvaro-Yosemite Argüelles y Armada, IX marqués de San Esteban de Natahoyo.[2][16]